# حافظه بنت محمد سعید
حافظه بنت محمد سعید (؟ - ۱۹۲۷) بانوی خوشنویس عراقی بود. نزد سفیان الوهبی شاگردی نمود. در خط‌های نسخ و ثلث سرآمد شد. 

## منبع
1. ↑  کحاله، عمر رضا (۱۹۵۹). أعلام النساء فی عالمی العرب والإسلام. ج. ۱. بیروت: موسسة الرسالة. ص. ۲۳۱. تاریخ وارد شده در |سال= را بررسی کنید (کمک)